# تيم بلاكويل
تيم بلاكويل (بالإنجليزية: Tim Blackwell) هو لاعب كرة قاعدة أمريكي، ولد في 19 أغسطس 1952 في سان دييغو في الولايات المتحدة.

## روابط خارجية
- تيم بلاكويل على موقع دوري كرة القاعدة الرئيسي (الإنجليزية)
- تيم بلاكويل على موقعبيزبول رفرنس.كوم (الدوري الرئيسي) (الإنجليزية)
- تيم بلاكويل على موقعبيزبول رفرنس.كوم (الدوري الثانوي) (الإنجليزية)
- تيم بلاكويل على موقع إي إس بي إن.كوم (أم.أل.بي) (الإنجليزية)
- تيم بلاكويل على موقع مشجعي الرسوم البيانية (الإنجليزية)